# Lorenzo Sciahbasi
Lorenzo Sciahbasi (ur. 4 listopada 2005 w San Benedetto del Tronto) – włoski tenisista.

## Kariera tenisowa
W 2022 zadebiutował w cyklu ITF Men’s Circuit, a w 2023 w turnieju głównym ATP Challenger Tour.
Startując w rozgrywkach juniorów, Lorenzo Sciahbasi w 2023 roku osiągnął finał French Open w grze podwójnej chłopców, grając w parze z Gabrielem Vulpittą. W finałowym meczu przegrali z Jarosławem Deminem oraz Rodrigo Pacheco Méndezem.
W rankingu gry pojedynczej najwyżej był na 1133. miejscu (3 kwietnia 2023), a w zestawieniu gry podwójnej na 1059. pozycji (22 maja 2023).

### Finały juniorskich turniejów wielkoszlemowych

#### Gra podwójna (0–1)
| Końcowy wynik | Nr | Data            | Turniej            | Nawierzchnia | Partner           | Przeciwnicy                           | Wynik finału |
| ------------- | -- | --------------- | ------------------ | ------------ | ----------------- | ------------------------------------- | ------------ |
| Finalista     | 1. | 10 czerwca 2023 | French Open, Paryż | Ceglana      | Gabriele Vulpitta | Jarosław Demin Rodrigo Pacheco Méndez | 2:6, 3:6     |